# Península de Soikinsky

Litoral sul do Golfo da Finlândia.

A Península de Soikinsky é uma península do Golfo da Finlândia localizada no distrito de Kingisepp, oblast de Leningrado, Rússia. A península  separa a Baía de Luga da Baía de Koporye. O seu nome é derivado de Soikkola, que é a palavra izoriana para "península". 
O vilarejo mais populoso, também conhecido como Soikino, foi destruído durante a Segunda Guerra Mundial. Atualmente o principal assentamento é  Vistino, que possui um museu dedicado a herança izoriana da região. Um depósito petrolífero está programado para ser construído em Vistino, a partir de 2009.